# Teódulo Albuquerque
Teódulo Lins de Albuquerque (Pilão Arcado, 16 de junho de 1914 — Rio de Janeiro, 15 de agosto de 1979) foi um médico e político brasileiro. Exerceu o mandato de deputado federal constituinte pela Bahia em 1946.

## Biografia
Formou-se em medicina no ano de 1939, pela Faculdade de Medicina da Bahia, tendo exercido o cargo de de Inspetor Federal de Educação antes de iniciar a carreira parlamentar em dezembro de 1945. Naquela ocasião, foi o único deputado eleito pela Bahia na legenda do extinto Partido Popular Sindicalista (PPS) para a Assembleia Nacional Constituinte. Em 1946, a sua agremiação política uniu-se ao Partido Republicano Progressista e ao Partido Agrário Nacional, formando o Partido Social Progressista (PSP), cuja liderança maior  era o ex-Interventor paulista Ademar de Barros. Naquele primeiro mandato parlamentar (que duraria até 31 de janeiro de 1951), exerceu a presidência da Comissão Especial da Bacia do São Francisco e participou da Comissão de Transportes e Comunicações da Câmara.
Na eleição posterior, ocorrida em três de outubro de 1950, tentou a reeleição através da Aliança Democrática, coligação formada pela União Democrática Nacional (UDN), o Partido Republicano (PR), o Partido Socialista Brasileiro (PSB), o Partido Democrata Cristão (PDC) e o PSP, obtendo apenas uma suplência, o que iria se repetir no pleito seguinte, ocorrido em 1954. Somente conseguiria voltar à Câmara Federal na eleição de 3 de outubro de 1958, através da legenda do PR. Àquela época, viajou por duas vezes aos Estados Unidos,  convite do governo daquele país. Exerceria também a vice-liderança da bancada do PR a partir de junho de 1960, tendo viajado à Tchecoslováquia em 1962, representando a Câmara dos Deputados. Consegui a reeleição no pleito legislativo de 1962 através da Aliança Trabalhista, formada pelo Partido Trabalhista Brasileiro (PTB), o Partido de Representação Popular (PRP) e o PR. Em 4 de maio de 1965, assumiria  vice-liderança da maioria na Câmara.
Com a extinção dos partidos políticos brasileiros por força do Ato Institucional nº 2, decretado pelo presidente Castelo Branco em 27 de outubro de 1965, que criou o bipartidarismo no país, filiou-se à Aliança Renovadora Nacional (Arena), que dava sustentação politica ao regime iniciado em 1964. Através da ARENA, foi sucessivamente reeleito pelo seu estado para a Câmara Federal em 1966, 1970 e 1974, sempre representando o Estado da Bahia, cumprindo integralmente todos os mandatos. Em 1974, apoiou a candidatura vitoriosa de Roberto Santos ao governo baiano. Como deputado, participaria também da Comissão de Orçamento e foi relator de três comissões parlamentares de inquérito sobre questões relativas ao petróleo. 

## Vida pessoal
Além de político, foi também jornalista, tendo sido diretor dos jornais O Imparcial e Diário de Notícias, de Salvador. Pertenceu também à Associação Comercial da Bahia e à Sociedade Brasileira de Medicina. Era irmão do ex-banqueiro, jornalista e deputado Wilson Lins de Albuquerque, que foi diretor da financeira A Tradição, vinculada ao antigo Banco Halles. 
Foi casado com Inês de Oliveira Albuquerque.

## Homenagem

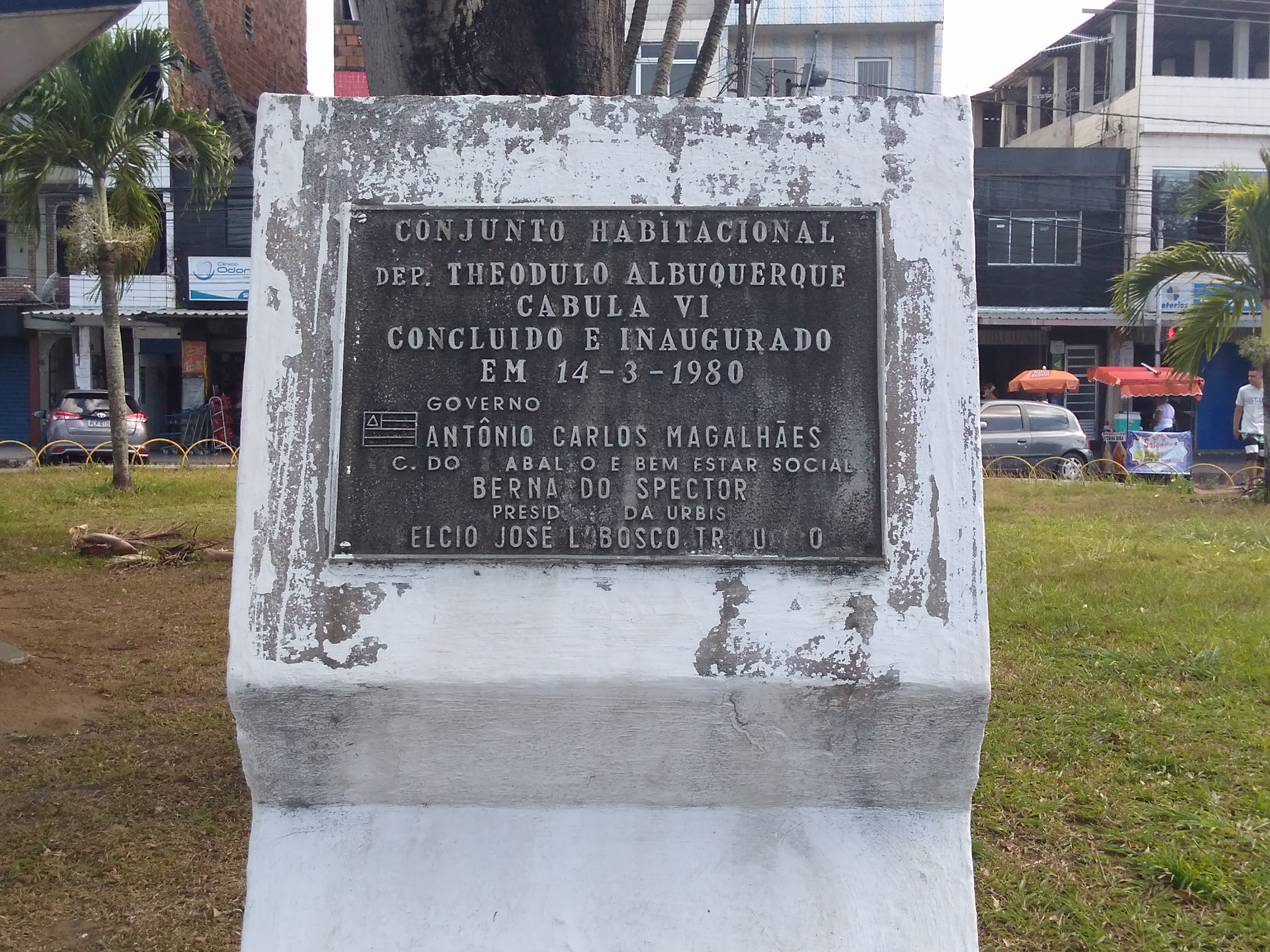
Placa de inauguração do bairro do Cabula VI, que homenageia Teódulo Albuquerque

Em março de 1980, a estatal baiana Habitação e Urbanização do Estado da Bahia S/A - URBIS inaugurou o conjunto habitacional Deputado Teódulo Albuquerque, que viria a ser conhecido como Cabula VI. A principal via do bairro viria a ser nomeada como Rua Teódulo de Albuquerque.